# Russell Tovey
Pour les articles homonymes, voir Tovey.
Russell Tovey, né le 14 novembre 1981 à Billericay, dans le comté de l'Essex, en Angleterre, est un acteur britannique. Il est notamment connu pour son rôle du loup-garou George Sands dans la série télévisée britannique Being Human (2009-2013).

## Biographie

### Carrière
Sa carrière à la télévision a débuté en 1994 dans Mud : Sur les rives du Mississippi, série télévisée pour enfants diffusée sur CBBC.
En 2004, Russell Tovey a été engagé pour le rôle de Rudge dans la pièce d'Alan Bennett, The History Boys au Royal National Theatre, ainsi que pour les tournées à Broadway, Sydney, Wellington et Hong Kong. Il a également joué ce rôle dans l'adaptation radio et cinématographique, aux côtés de Richard Griffiths, Frances de la Tour, Dominic Cooper, Sacha Dhawan ou encore James Corden.
Au printemps 2007, il a obtenu un rôle récurrent dans la comédie Rob Brydon's Annually Retentive sur BBC Three, où il a interprété le rôle du producteur gay Rob. La même année, il a fait des apparitions dans la comédie Gavin & Stacey et dans l'épisode spécial de Noël de Doctor Who intitulé Une croisière autour de la Terre, dans le rôle d'Alonso Frame, rôle qu'il a brièvement repris dans l'épisode La Prophétie de Noël un an plus tard.
Il a joué le loup-garou George Sands, l'un des trois colocataires de la série Being Human : La Confrérie de l'étrange, dont le pilote a été diffusé le 18 février 2008 sur BBC Three, et qui a ensuite été diffusé le temps de cinq saisons du 25 janvier 2009 au 10 mars 2013.
Il a aussi joué dans la série Him and Her diffusée à partir de septembre 2010 à décembre 2013 sur BBC Three.
De janvier 2014 à mars 2015, il apparaît pour la première fois dans une série américaine, interprétant Kevin le patron du jeune Patrick, qui est l'un des personnages principaux de Looking. Cette série est diffusée par HBO.
De 2016 à 2018, il a joué dans la série Quantico, dans le rôle de Harry Doyle.
Il est l'un des acteurs principaux de la série télévisée Years and Years, diffusée en 2019, et du film L'Art du mensonge, sorti la même année.
Dans la saison 11 de la série American Horror Story diffusée en 2022, il interprète l'un des rôles principaux, celui de l'inspecteur de la police Patrick Read . Ce personnage est un homme gay non déclaré qui cherche à résoudre une série de meurtres au sein de la communauté homosexuelle.

### Vie personnelle
Russell Tovey a un frère aîné, prénommé Daniel.
Russel Tovey est ouvertement homosexuel,. Il en a pris conscience à l'âge de quinze ou seize ans et l'a annoncé à dix-huit ans à ses parents. Cela a d'abord provoqué une brouille avec son père, puis ses parents l'ont finalement accepté. L’acteur reconnaît qu'à l'époque de son adolescence, il n' y avait pas de modèle d'homosexuel masculin ordinaire en qui s'identifier, car les médias et le cinéma ne montraient que des personnages « flamboyants quelque peu hors norme » qui ne lui correspondaient pas. Il se disait à cette époque : « Ce n'est pas moi ; même si je suis convaincu que je suis homosexuel, je ne pense vraiment pas faire partie de ce milieu-là ». En 2015, il a fait l'objet de critiques de la part de la presse LGBT en raison d'un entretien accordé à l'hebdomadaire The Observer, dans lequel il semblait critiquer les hommes gay efféminés. Il s'est excusé par la suite, précisant que les propos rapportés ne reflétaient pas son opinion.
Russel Tovey s'est brièvement fiancé de février à juin 2018 à Steve Brockman, ex-joueur puis entraîneur de rugby, qu'il fréquentait depuis deux ans. Les médias LGBT, et la presse à scandales britannique ont rapporté que ce dernier aurait eu un passé d'acteur porno.

## Filmographie

### Films
- 2001 : The Emperor's New Clothes d'Alan Taylor : Recrue
- 2006 : History Boys (The History Boys) de Nicholas Hytner : Rudge
- 2011 : Huge de Ben Miller : Carl
- 2012 : Les Pirates ! Bons à rien, mauvais en tout (The Pirates! In an Adventure with Scientists) de Peter Lord et Jeff Newitt : le pirate albinos (voix)
- 2012 : Grabbers de Jon Wright : Dr Smith
- 2013 : Effie Gray de Richard Laxton : George
- 2014 : Pride de Matthew Warchus : Tim
- 2015 : The Lady in the Van de Nicholas Hytner : le jeune homme à la boucle d'oreille
- 2016 : The Pass de Ben A. Williams : Jason
- 2016: Mindhorn (en) de Sean Foley : Paul Melly/The Kestrel (vf: la crécerelle)
- 2019 : L'Art du mensonge (The Good Liar) de Bill Condon : Steven

### Courts métrages
- 2009 : In Passing de Chris Croucher : Henry Travers
- 2009 : Drop d'Hiroshi Shinagawa : Ben
- 2009 : Roar d'Adam Wimpenny : Tom

### Téléfilms
- 2000 : Anchor Me de Patrick Lau : Nathan jeune
- 2005 : Jours tranquilles à Corfou (My Family and Other Animals) de Sheree Folkson : Leslie Durell
- 2008 : Un meurtre est-il facile ? (Murder Is Easy) d'Hettie Macdonald : PC Terence Reed

### Séries télévisées
- 1994-1995 : Mud : Sur les rives du Mississippi : Bill (7 épisodes)
- 1996 : Look and Read : Dennis Dealey
- 1998 : The Mrs. Bradley Mysteries : Stable boy (1 épisode)
- 2000 : Hope and Glory : Gary Bailey (1 épisode)
- 2001 : Hercule Poirot : Lionel Marshall (épisode Les Vacances d'Hercule Poirot)
- 2001 : The Bill : Tyro Shaw (2 épisodes)
- 2001 : Holby City : Jerome Hibbert (1 épisode)
- 2002 : Ultimate Force : Weasel (1 épisode)
- 2002 : Affaires non classées : Josh Palmer (2 épisodes)
- 2002 : The Bill : Kieran Elcott (1 épisode)
- 2003 : Servants : John Walters (1 épisode)
- 2003 : William et Mary : Aaron Patterson (1 épisode)
- 2005 : Holby City : Adam Spengler (1 épisode)
- 2005 : Messiah: The Harrowing : Robbie McManus (mini-série, épisodes inconnus)
- 2007 : Doctor Who : l'aspirant Alonso Frame (2 épisodes)
- 2007 : Annually Retentive : Ben (6 épisodes)
- 2007-2009 : Gavin & Stacey : Budgie (4 épisodes)
- 2008 : Ashes to Ashes : Marcus Johnstone (1 épisode)
- 2008 : Mutual Friends : Agent (1 épisode)
- 2008 : La Petite Dorrit : John Chivery (8 épisodes)
- 2008-2013 : Being Human : La Confrérie de l'étrange : George Sands
- 2009 : Miss Marple : Gendarme Terence Reed (épisode Un meurtre est-il facile ?)
- 2009 : Comedy Showcase : Dave (1 épisode)
- 2010-2013 : Him and Her : Steve (6 épisodes)
- 2010-2011 : Doctor Who Confidential : Narrateur (14 épisode)
- 2012 : Sherlock : Henry Knight (épisode Les Chiens de Baskerville)
- 2013 : What Remains : Michael
- 2013 : The Job Lot : Karl
- 2013 : Sun... Sex & Suspicious Parents : le narrateur
- 2014-2016 : Looking : Kevin Matheson (2 saison + téléfilm)
- 2015 : Banished : James Freeman
- 2016 : The Night Manager : Simon Ogilvey
- 2016-2018 : Quantico : Harry Doyle (saison 2 et 3)
- 2017 : Flash : Ray Terill / The Ray
- 2017 : Legends Of Tomorrow : Ray Terill / The Ray
- 2017-2018 : Freedom Fighters: The Ray : Ray Terill / The Ray
- 2018 : Pinter at the Pinter : Harold
- 2019 : Years and Years : Daniel Lyons
- 2019 : Supergirl : Ray Terill / The Ray (saison 5, épisode 9 - crossover Crisis on Infinite Earths)
- 2020 : Flesh and Blood : Jake (4 épisodes)
- 2020 : The Sister : Nathan Redman (4 épisodes)
- 2021 : RuPaul's Drag Race UK : Juge invité (saison 3, épisode 8)
- 2022 : American Horror Story: NYC : Patrick Read (saison 11, rôle principal)
- 2023 : Juice (en) : Guy
- 2024 : Feud: Capote vs. The Swans : John O'Shea

## Distinctions

### Nominations
- 2013 : BTVA Feature Film Voice Acting Awards de la meilleure performance vocale pour l'ensemble de la distribution dans un film d'animation pour Les Pirates ! Bons à rien, mauvais en tout (The Pirates! In an Adventure with Scientists) (2012) partagé avec Hugh Grant, Martin Freeman, David Tennant, Salma Hayek, Jeremy Piven, Imelda Staunton, Brendan Gleeson, Lenny Henry, Ashley Jensen, Brian Blessed et Anton Yelchin.
- 25e cérémonie des Critics' Choice Movie Awards 2020 : Meilleur acteur dans un téléfilm où une mini-série pour Years and Years (2019).
- 2020 : International Online Cinema Awards du meilleur acteur dans un téléfilm où une mini-série pour Years and Years (2019).

## Théâtre
- 2002 : Plasticine : Spira, Boy having Sex
- 2003 : Henry V : Garçon
- 2003 : His Girl Friday : Ralph Sweeney
- 2003-2004 : À la croisée des mondes : Rodger
- 2004-2006 : The History Boys : Rudge
- 2004-2005 : Hergé's Adventures of Tintin : Tintin
- 2007 : A Respectable Wedding : jeune marié
- 2008 : The Sea : Billy Hallercut
- 2009 : A Miracle : Gary Trudgill
- 2014 : The Pass : Jason
- 2017 : Angels in America : Joe